# Félix Ley
Félix Ley OFMCap (jap. フェリックス・レイ) (ur. 5 marca 1909 w Hewitt, zm. 23 stycznia 1972 w Naha) – amerykański duchowny rzymskokatolicki, misjonarz, biskup, administrator apostolski Okinawy i Wysp Południowych.

## Biografia
Félix Ley urodził się 5 marca 1909 w Hewitt w Wisconsin, w Stanach Zjednoczonych. 14 czerwca 1936 otrzymał święcenia prezbiteriatu i został kapłanem Zakonu Braci Mniejszych Kapucynów.
W 1949 papież Pius XII mianował go administratorem apostolskim administratury apostolskiej Okinawy i Wysp Południowych. 11 marca 1968 decyzją papieża Pawła VI został biskupem tytularnym Caput Cilla. 9 czerwca 1968 przyjął sakrę biskupią z rąk pronuncjusza apostolskiego w Japonii abpa Bruna Wüstenberga. Współkonsekratorami byli arcybiskup Nagasaki Paul Aijirō Yamaguchi oraz biskup Kagoshimy Joseph Asajirō Satowaki.
Zmarł 23 stycznia 1972 w Naha w Japonii.